# Raión de Turka
Turka (en ucraniano: Турківський район) fue un raión o distrito de Ucrania en el óblast de Leópolis. En la reforma territorial de 2020, su territorio fue incluido en el raión de Sámbir.
Comprendía una superficie de 1193 km².
La capital era la ciudad de Turka.

## Subdivisiones
Comprendía la ciudad de importancia distrital de Turka, el asentamiento de tipo urbano de Bórynia y 31 consejos rurales. Había un total de 67 localidades en el raión.

## Demografía
Según estimación 2010 contaba con una población total de 54906 habitantes.

## Otros datos
El código KOATUU es 4625500000. El código postal 82500 y el prefijo telefónico +380 3269.